# Cache Creek
Cache Creek è un villaggio del Canada, situato in Columbia Britannica, nel distretto regionale di Thompson-Nicola.

## Galleria d'immagini

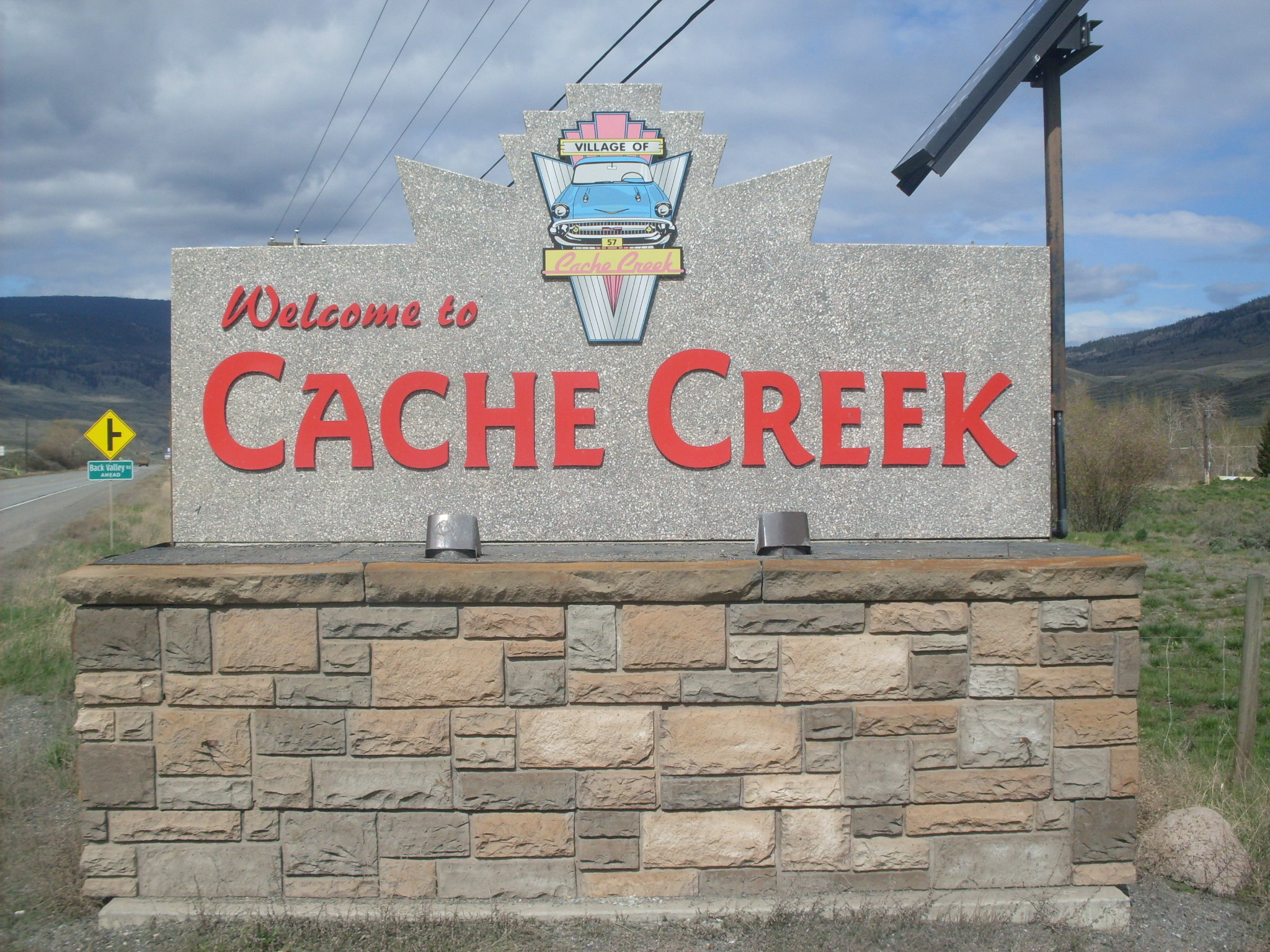
Segno di benvenuto
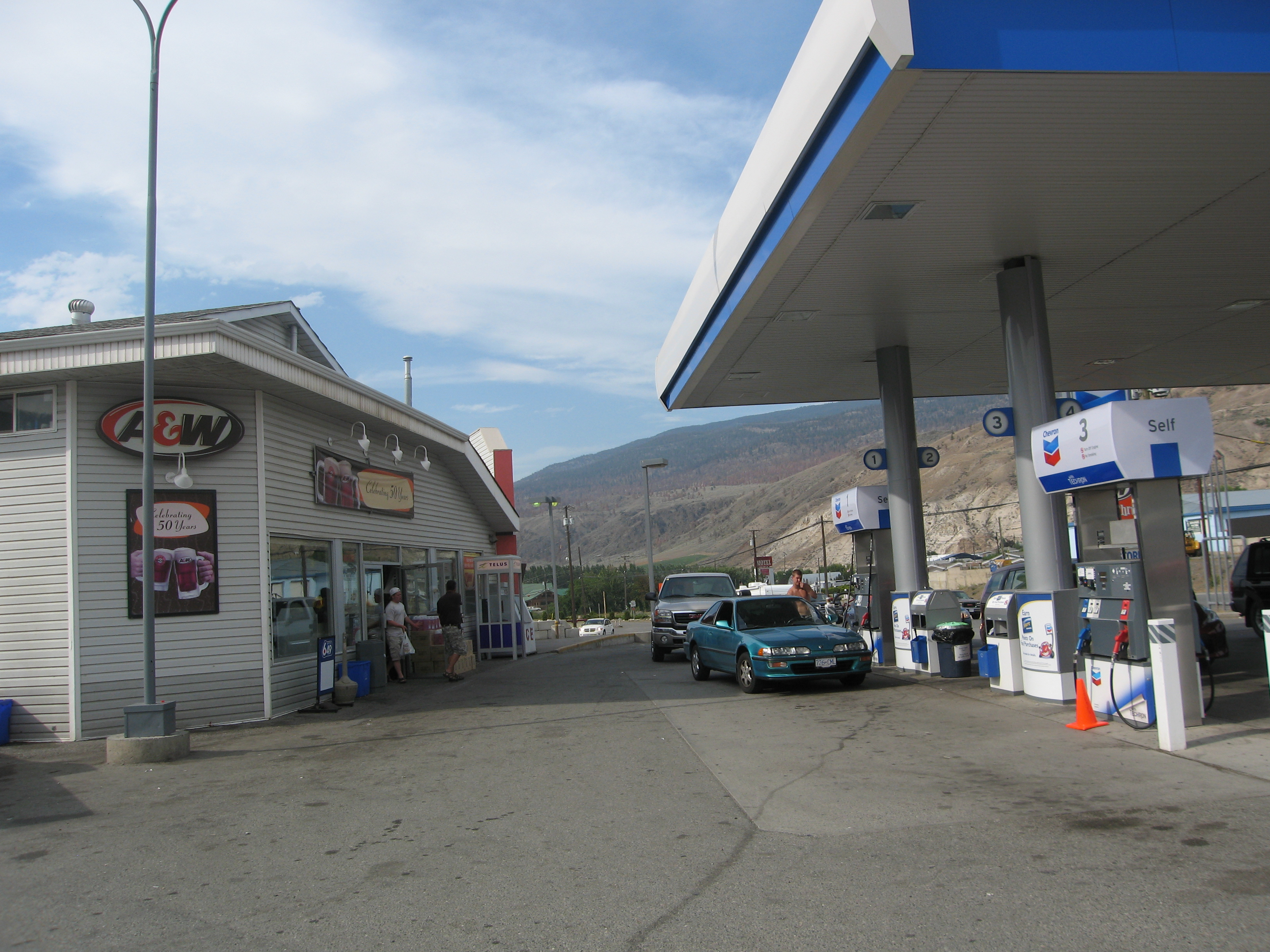
Stazione di servizio